# Greg Laurie
Greg Laurie (10 de dezembro de 1952) é um pastor evangélico batista e escritor estadunidense, é o fundador da Harvest Christian Fellowship e autor.

## Biografia
Greg Laurie nasceu em Long Beach (Califórnia).  Ele foi criado por uma mãe solteira que teve sete casamentos e se mudou várias vezes. Ele trabalhou como jornaleiro para o Daily Pilot em Los Angeles, Califórnia. Em 1970, aos 17 anos, durante o Movimento de Jesus, tornou-se cristão após conhecer o evangelista Lonnie Frisbee em sua escola em Newport Beach (Califórnia). 

### Ministério
Em 1973, aos 19 anos, sob o ministério do pastor Chuck Smith da Calvary Chapel, ele teve a oportunidade de liderar um estudo bíblico para 30 pessoas.  Nesse mesmo ano, ele fundou a Harvest Christian Fellowship Church em Riverside, Califórnia.
Em 1990, ele fundou os eventos evangelísticos Harvest Crusades. 
Em 2017, sua igreja tornou-se membro da Convenção Batista do Sul, a pedido de Laurie, que considerou que esta última tem importantes programas evangelísticos nacionais e internacionais. 
Em 2018, publicou o livro Revolução de Jesus contando em particular o seu percurso de vida, que será adaptado para o cinema em 2023 (Jesus Revolution). 

## Prêmios
Laurie recebeu dois doutorados honorários da Biola University e da Azusa Pacific University. 